# 大衛·庫布里亞什維利
大衛·庫布里亞什維利（1986年3月12日—）是一位喬治亞橄欖球運動員。他現在效力於法國球隊土倫。他是喬治亞國家橄欖球隊的一員，代表喬治亞參加了2015年世界盃橄欖球賽。